# John Owens
John C. (Johnnie) Owens (28 maart 1927 - Lexington, Kentucky, 7 oktober 2012) was een Amerikaanse accountant, maar hij werd bekend als amateur golfer. Hij won meer dan 100 toernooien, waarvan enkele ook buiten de Verenigde Staten. Owens diende bij de Amerikaans luchtmacht tijdens de Tweede Wereldoorlog. Vliegen bleef zijn hobby en hij heeft verschillende vliegtuigjes gehad.

## Golf
Owens studeerde van 1947-1950 aan de Universiteit van Kentucky, waar hij vier jaren captain was van de Wildcats. Na zijn studie werd hij daar golfcoach tot 1957. Tegenwoordig is er een toernooi naar hem vernoemd, de Johnny Owens Invitational.
Owens speelde zeven keer in het US Amateur Kampioenschap, twee keer in het Western Open, twee keer in het US Open (1952, 1961) en in 1964 in de Masters Tournament, waar hij tevens dineerde met Bobby Jones.
In 1983 richtte Owens de Society of Seniors samen met drie andere top-amateurs op. Ze organiseren toernooien voor spelers van 55 jaar en ouder die zonder handicapverrekening tegen elkaar spelen.
In 1986 en 1987 was hij voorzitter van de Southern Golf Association. Hij was ook referee van de USGA.
Owens is in vier Halls of Fame opgenomen: de Kentucky Golf Hall of Fame (1986), de Kentucky Athletic Hall of Fame (2008), de Southern Golf Association Hall of Fame (2005) en de Quail Ridge Hall of Fame, waar hij ruim 25 jaar lid van de golfclub was.

### Gewonnen
Owens won onder meer tien keer het Lexington City kampioenschap, het Queen City Open, en vier keer het Kentucky kampioenschap senioren
- 1950: Southeastern Conference (individueel)
- 19??: Canadian Amateur
- 1963: Kentucky State Amateur
- 1964: Kentucky State Amateur
- 1984: British Senior Amateur

## Persoonlijk
Owens werkte aan de ontwikkeling van de Bank of Lexington, en was accountant van de National Mines Corp. Hij was 59 jaar lang getrouwd met Mary 'Tootsie' Crafton Owens; ze hadden twee dochters, een zoon en vijf kleinkinderen. De laatste jaren had Owens Parkinson. Hij overleed op 85-jarige leeftijd.